# Questa notte con te
Questa notte con te (今宵おまえと?, Koyoi Omae to) è un manga Shōnen'ai serializzato dal 2010 al 2013 sul magazine HertZ e poi racchiuso in 3 volumi dall'editore Taiyo Tosho. In Italia è stato tradotto e distribuito dalla FlashBook Edizioni.

## Trama
Fin dai tempi del liceo Rikuro è sempre stato innamorato di Yasutaka, il suo miglior amico. Anche dopo 10 anni i suoi sentimenti non sono minimamente cambiati. Temendo di rovinare la loro buona amicizia è arrivato a soffocarli allontanandosi da lui, soprattutto per paura di vederlo, un giorno, felicemente innamorato e sposato.
In occasione di un incontro tra i vecchi compagni di scuola, dopo aver bevuto un po', Yasutaka confessa di avere, una volta, “consolato” un suo collega (maschio) che gli si era disperatamente dichiarato. Questa rivelazione colpisce molto Rikuro che si pone l'interrogativo: se ha fatto l'amore con un suo collega allora perché non con me?
Grazie a questa rivelazione si accende una speranza per Rikuro sebbene ancora titubante nel rivelare i propri sentimenti nascosti.

## Pubblicazione
| Nº | Data di prima pubblicazione | Data di prima pubblicazione | Data di prima pubblicazione | Data di prima pubblicazione |
| Nº | Giapponese                  | Giapponese                  | Italiano                    | Italiano                    |
| -- | --------------------------- | --------------------------- | --------------------------- | --------------------------- |
| 1  | 13 novembre 2010            | ISBN 978-4813052838         | 6 giugno 2017               | ISBN 978-8861697065         |
| 2  | 1º dicembre 2011            | ISBN 978-4813053439         | 13 luglio 2017              | ISBN 978-8861697089         |
| 3  | 1º aprile 2013              | ISBN 978-4813030188         | 22 settembre 2017           | ISBN 978-8861696136         |